# Statistische Linguistik
Die Statistische Linguistik (andere Bezeichnungen der Disziplin: Sprachstatistik, Linguostatistik) fasst die Bestrebungen der Linguistik zusammen, sprachliche Phänomene statistisch zu erheben. Die Bezeichnung Statistische Linguistik ist in der Linguistik etwas aus dem Sprachgebrauch geraten und wird auch nicht ganz einheitlich verstanden. So verweist Glück (2002) vom Stichwort Statistische Linguistik auf Sprachstatistik, während Bußmann (2005) auf Quantitative Linguistik weiterleitet. Die beiden Disziplinen sind aber nicht identisch: Die moderne Quantitative Linguistik versteht sich als eine theoriebildende Wissenschaft, ein Anspruch, der mit der Statistischen Linguistik nicht unbedingt verfolgt wird.

## Anwendungen

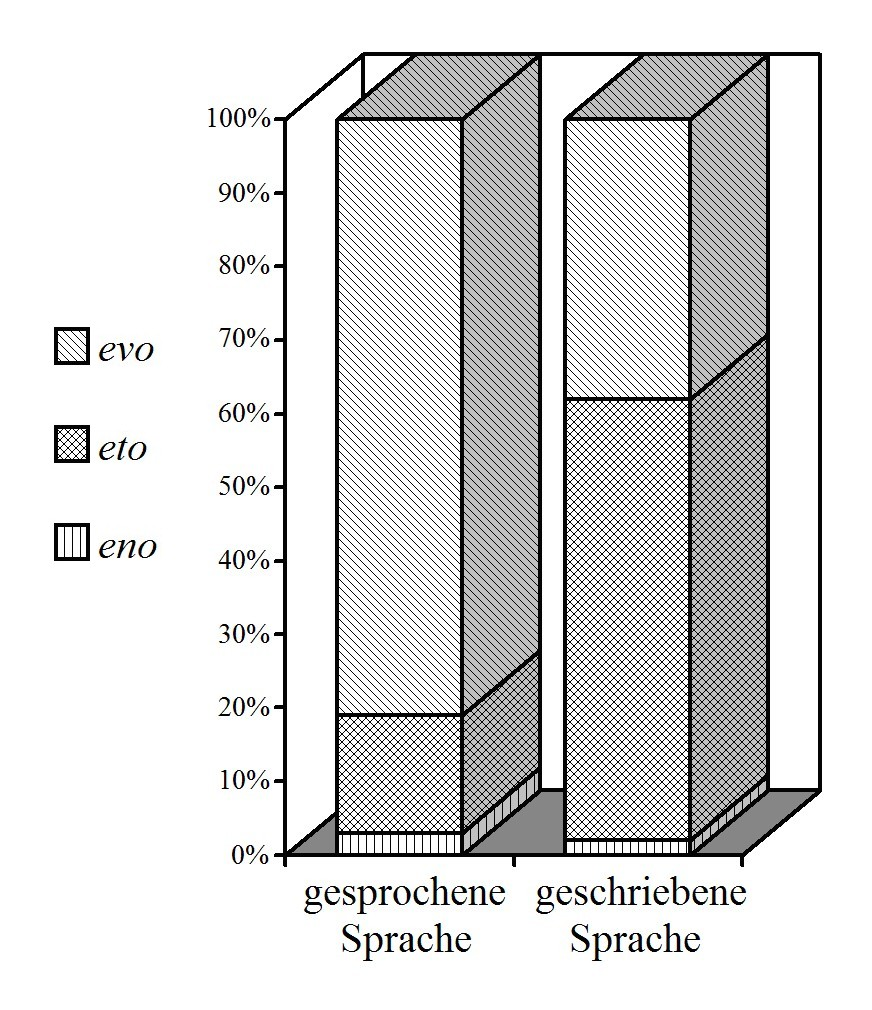
Vorkommenshäufigkeit von Zeigewörtern in einem Korpus des Serbokroatischen

Zu den Aufgaben der Statistischen Linguistik gehört die Ermittlung der Häufigkeiten sprachlicher Elemente, zum Beispiel mit dem Ziel zu entscheiden, welche Wörter in Wörterbücher aufgenommen werden, da sie dem Sprachgebrauch entsprechen, und welche nicht. Die von der Dudenredaktion aufgebaute Volltextdatenbank beispielsweise enthält zu diesem Zweck als Grundlage 1,4 Milliarden Wortformen (Stand Frühjahr 2009). Aufgrund dieser Basis werden auch einige statistische Angaben zu Sprachphänomenen des Deutschen vorgestellt: Buchstabenhäufigkeit, Häufigkeitsverteilung der Wortlängen und der Wortarten, die Häufigkeit der grammatischen Geschlechter am Beispiel der Artikel.
Etliche weitere praktische Anwendungen sprachstatistischer Befunde können genannt werden: so das Morsealphabet, bei dem die häufigsten Buchstaben die kürzesten Kodierungen erhielten, die Entwicklung der Stenographie und die Organisation der Schreibmaschinentastatur sowie die Kryptologie, bei der Entschlüsselungstechniken auch auf statistische Erhebungen zurückgreifen.